# Jardines de Morelos
Jardines de Morelos es un fraccionamiento situado al norte del municipio de Ecatepec de Morelos en el Estado de México, colinda al norte con el pueblo de San Isidro Atlautenco y San Miguel Totolcingo, al sur con el fraccionamiento Las Américas, al este con la colonia Las Brisas del pueblo de San Miguel Totolcingo y el barrio de Santa Rosa del pueblo de Santa Isabel Ixtapan y al oeste con la colonia Llano de los Baez.

## Flora
En la zona urbana existen efectos negativos a la flora, debido a una mala
planeación en la reforestación de áreas urbanas, encontrando en parques,
viviendas y camellones especies que no son adecuadas. Los daños que provocan
las especies sobre las viviendas por desarrollos como este debido a que
generalmente no se construyen bajo técnicas adecuadas, lo que ocasiona que el
árbol se desarrolle de una manera inadecuada y finalmente sea derribado.

## Ubicación
Este fraccionamiento se encuentra en el noroeste de Ecatepec y al nor-oriente de la Ciudad de México, en lo que antes fue el Lago de Texcoco. Limita con la Avenida Central, al sur limita con Las Américas al poniente con la colonia Llano de los Báez, 19 de septiembre y al oriente con el municipio de Acolman.
Como referencia en la entrada principal se ubica la estación Jardines de Morelos del sistema de transporte MexiBus el cual corre de Ciudad Azteca hasta Ojo de Agua.

## División

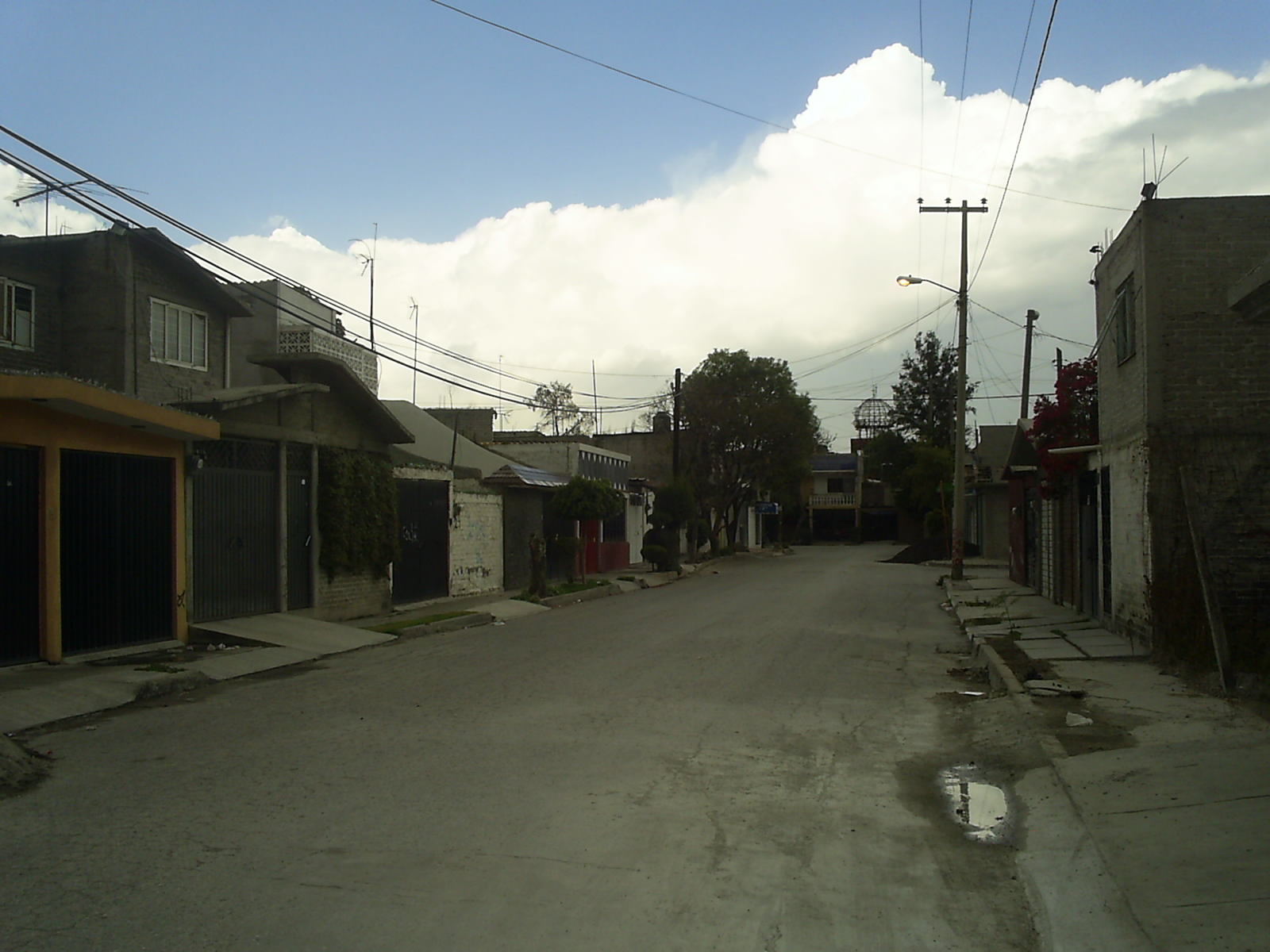
Calle de la Sección Elementos de Jardines de Morelos.

El fraccionamiento se divide en secciones. Las avenidas que dividen las secciones llevan nombres de los héroes de la guerra de independencia de México, a excepción de la arteria central, llamada Avenida Jardines de Morelos, la principal vía de acceso es la Avenida Central, siendo uno de los accesos a Jardines de Morelos desde el norte y poniente.

### Secciones del Fraccionamiento Jardines de Morelos
```
C.P. 55070
```

- Elementos
- Bosques
- Cerros
- Fuentes
- Montes A
- Montes B
- Playas A
- Playas B
- Flores
- Ríos
- Lagos
- Islas
- San Isidro Habitacional.
- Fovi

```
C.P. 55070
```

- Quinta Sección

## Historia

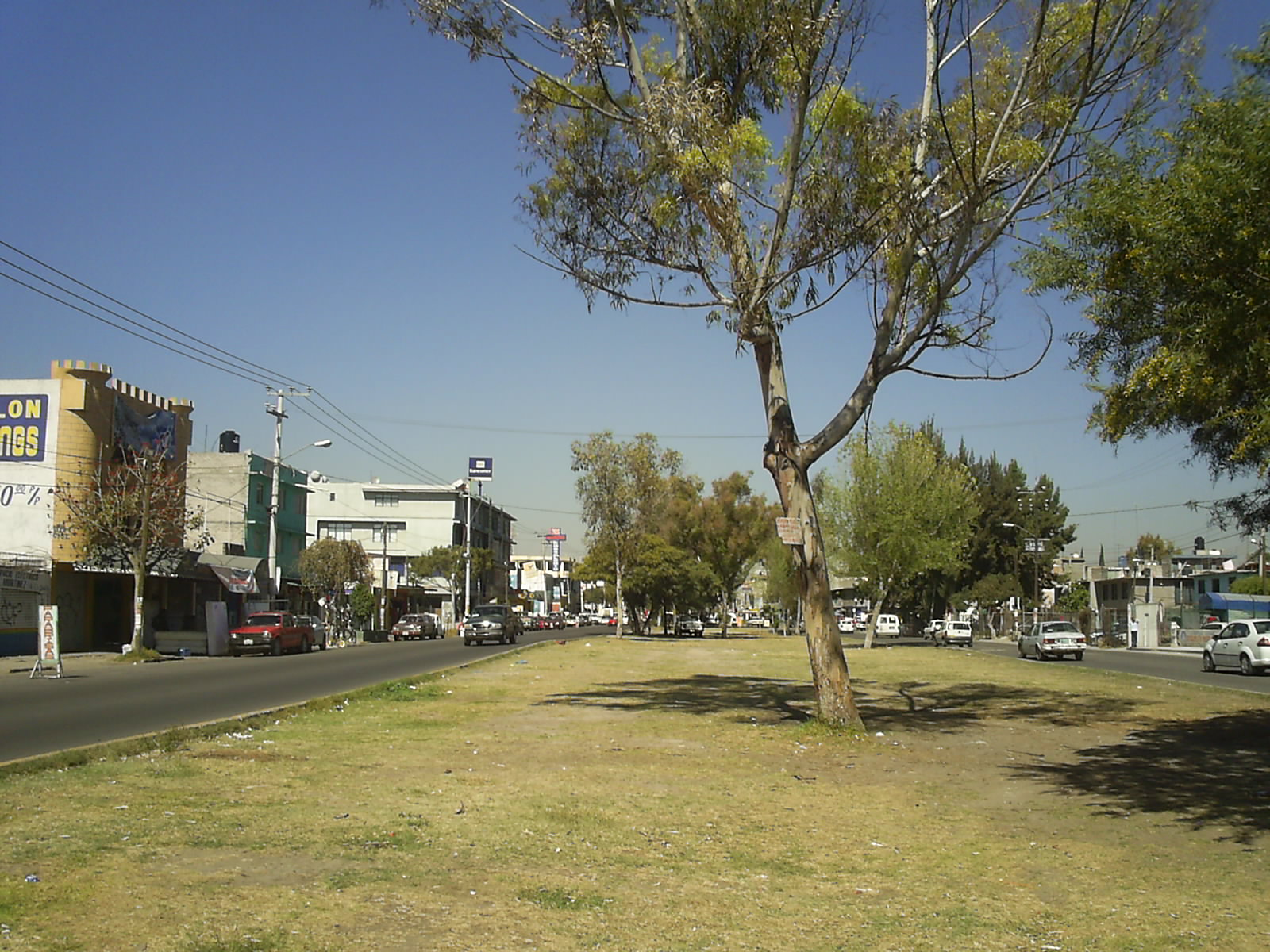
Avenida Jardines de Morelos.

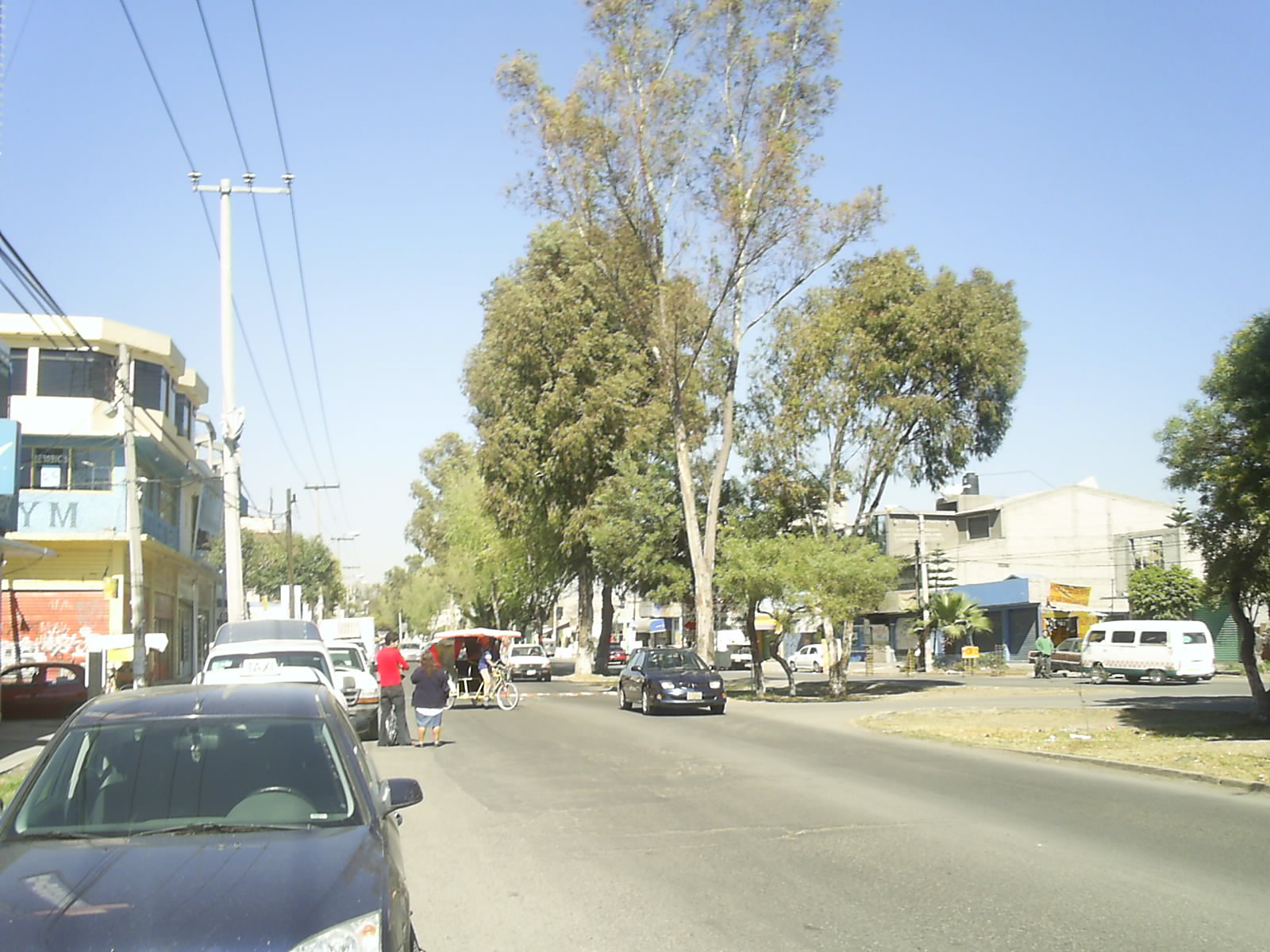
Avenida Jardines de Morelos.

En sus inicios era un área totalmente rural, calles de tierra, veredas, casa de sácate, tomas de agua en algunas calles, la poca población se alimentaba del campo, de las verduras y frutos que se cultivaban en las chinampas, e incluso se bañaban en los canales, porque el agua estaba limpia.
El proyecto tuvo su inicio cuando INCOBUSA adquirió la Finca Casa Beltrán propiedad de la cantante y actriz Lola Beltrán quien los había comprado en 1959 en lo que era el Lago de San  Cristóbal que formó parte del Lago de Texcoco. La venta de dichos terrenos fue resultado de la poca frecuencia con que la cantante no visitaba la propiedad.
A principios de la década de los años 1970 la empresa Inmobiliaria Comercial Bustamante (INCOBUSA) comenzó a construir este fraccionamiento, a donde llegó gente del interior de la República Mexicana y principalmente de otras zonas de la Ciudad de México. Entonces se hallaba en el límite de la Zona Metropolitana de la Ciudad de México, lo que ofrecía una vida típica de los suburbios, cerca de la ciudad. El lema publicitario era La Ciudad del Futuro, el cual pretendía lanzar su proyecto y copiar el estilo de Ciudad Satélite y del Centro Urbano de Cuautitlán en el sentido de ser un fraccionamiento independiente y que tuviera sus propios servicios. Existen escuelas públicas hasta el nivel medio superior y escuelas privadas en todos los niveles.
En marzo de 1971 , INCOBUSA notificó al Gobierno del Estado de México sobre el inicio del proyecto Jardines de Morelos La ciudad del Futuro para fraccionar, lotificar y urbanizar las 4728 hectáreas de la Finca Casa Beltrán y de sus casas de guardia. Ocho meses después, en noviembre del mismo año, el Gobierno autorizó dicho proyecto y tres años después, en 1974, se terminaron de levantar las dos primeras secciones: Lagos y Fuentes; en 1975 se concluyó la sección Bosques, que junto con Playas, son las más grandes del fraccionamiento.
Al inicio, solo contaba con energía eléctrica la avenida jardines de Morelos, muchos terrenos estaban deshabitados, por lo mismo al haber poca población, poco transporte, los autobuses que corrían por la avenida pasaban en espacios de una hora, y solo hasta las 9:00 p. m. así que si uno llegaba después de esa hora tenía que caminar, a veces desde la autopista.
No había teléfono, drenaje, agua potable, pavimento, guarniciones, ni alumbrado público incluso hasta hace algunos años todavía se conservaban algunas zonas de lagos, de lo que hoy es sección Elementos y Bosques. 
Cuando se dio la compra y venta de terrenos, todo esto aceleró el crecimiento de la misma, trayendo con esto la regularización de los servicios de agua potable, y drenaje profundo.
En 1984 la empresa Operadora de Centros Comerciales S.A (Tiendas Aurrera) firmó un acuerdo con INCOBUSA para comprar algunos con el fin de construir una tienda de autoservicio Aurrera que se ubicaría en Av. Miguel Hidalgo esq. Av. Jardines de Morelos; sin embargo, el terremoto de 1985 provocó que el Gobierno del Estado de México entregara esos terrenos  al Programa Fraccionamiento Popular de Ecatepec (PROFOPEC) mediante el cual se construyeron casas de baja calidad y de pobre urbanización que fueron entregadas a damnificados del terremoto.
A los cinco años de ese suceso (1989) Aurrera demandó a INCOBUSA por el incumplimiento de la compra y  hasta hoy en día la empresa sucesora, WalMart de México, sigue con el proceso legal en contra del Servicio de Administración y Enajenación de Bienes (SAE) el cual administra los proyectos que se vinieron abajo como resultado de la quiebra de la inmobiliaria.
En 1988 la empresa Pemex presentó un proyecto de construcción de una planta gasera contigua a Jardines de Morelos. Después de muchas protestas, debidas al temor de las recientes Explosiones de San Juanico de 1984, Pemex nunca construyó tal gasera. Fue hasta 2003 que se abrió la primera gasolinería y las siguientes en 2009.
Entre la Avenida Miguel Hidalgo y la Av. Jardines de Morelos, específicamente en la sección Ríos -justo donde ahora hay locales comerciales y casas-, hay restos del primero proyecto de pabellón comercial que quedó en abandono por la falta de apoyo municipal y que en los 90´s fue invadido por una más de las asociaciones gubernamentales que en esa época se adueñaron de muchos predios, con lo cual dio inicio la famosa Época de los Invasores.
La mancha urbana creció y Jardines de Morelos dejó de ser el límite del área urbana, ya que otras colonias fueron apareciendo en los años 1990 y 2000 en Ecatepec y en el municipio contiguo de Acolman.
La cantidad de habitantes convirtió en esta zona atractiva para empresas grandes, como McDonald's, Chedraui y Elektra, las cuales iniciaron operaciones en el año 1996.
Durante el gobierno mexiquense de Arturo Montiel se presentó un proyecto de construir el nuevo aeropuerto del área metropolitana junto a esta colonia, ya que el aeropuerto de la Ciudad de México sobrepasaba su capacidad y con el crecimiento demográfico se encuentra en el centro del Distrito Federal y no en la periferia. El aeropuerto se construiría en lo que un día fueron las instalaciones de la empresa Sosa Texcoco. Este proyecto no se dio por la protesta de los habitantes y por otras razones políticas. En vez de ello se construyó la zona habitacional y residencial Las Américas, además del centro comercial Plaza Las Américas.

## Demografía
Jardines de Morelos cuenta con una población de aproximadamente 112,000 personas, correspondiente al 6.9 % de la población total del municipio.

## Geografía y clima
Jardines de Morelos se encuentra localizado en el municipio de Ecatepec, por lo que presenta clima semiseco en algunas estaciones del año.
Geográficamente se encuentra referido a los paralelos 19 °35´ 33 mínima y 19 °36’ 45” máxima latitud norte y a los 98 °08´ 54” mínima 99 °01´ 35 longitud oeste.

Este fraccionamiento se rige bajo el mismo sistema político del municipio; así que reconoce como presidente al presidente municipal que se elige conforme a la ley electoral del Estado de México.

## Extensión territorial y uso de suelo de Jardines de Morelos
Tiene una superficie de 4,700 hectáreas aproximadamente (según dato obtenido en la receptoria de renta del fraccionamiento). Cuenta con 2,700 predios que se dividen hasta obtener un total de 28,000 lotes.
La comunidad es una agrupación organizada de personas que se percibe como una unidad social, cuyos miembros participan en algún rasgo, interés, elemento, o función común, con conciencia de pertenencia, situados en una determinada área geográfica en la cual la pluralidad de personas interactúan más intensamente entre sí que en otro contexto.
Jardines de Morelos es sin lugar a dudas uno de los fraccionamientos más importantes del municipio de Ecatepec, no solo por su tamaño y densidad poblacional; que determinan significativamente el sentir municipal, sino por la mezcla y heterogeneidad de culturas que en este se localizan. y más significativas además de que posee varias escuelas que inparten diferentes cursos para personas de la tercera edad, niños y adultos de diferentes clases sociales.

## Educación a distancia desde Jardines de Morelos
En los últimos años la educación a distancia ha representado para los pobladores de Jardines de Morelos una alternativa de superación profesional muy valiosa. Aquí un comentario de un estudiante de la Licenciatura en Enfermería a través del SUAyED  (Sistema Universidad Abierta y Educación a Distancia) de la Universidad Nacional Autónoma de México:
"Me parece que esta modalidad de Educación a distancia además de ser muy benéfica por darnos la oportunidad de estudiar desde nuestras casas, será muy interesante ya que nos va a permitir conocer personas de otros estados de la República, sobre los lugares donde radican, sus costumbres y maneras de pensar, es un gran orgullo poder continuar mi formación en tan grande institución y de esta manera fortalecer a mi profesión, a mi familia, a mi país y a mi mismo. Asimismo es un gran honor poder compartir este espacio con personas a quienes les interesa seguir preparándose, sin duda alguna es el inicio de un gran reto". Existen muchas escuelas como la recién reparada Escuela Primaria Rosario Castellanos que fue dañada en el pasado sismo del 7 de septiembre de 2017 en Pinotepa Nacional, Oaxaca, México que afecto a esa escuela.

## Crecimiento
En los últimos años Jardines de Morelos ha tenido un moderado crecimiento en lo que respecta al área de transporte colectivo, en el año 2010 fue abierta al público la Línea 1 del transporte articulado “Mexibus” que corre desde Ojo de Agua, pasando por Jardines de Morelos y llegando hasta Ciudad Azteca.
En 2010 se terminó de construir el puente que atraviesa la Avenida Central en la Avenida 1.º de Mayo, conectando así con el circuito Exterior Mexiquense, dando salida hacia la autopista México-Querétaro y la Autopista Peñón-Texcoco.
En el año 2014 se anunció en los medio que se crearía una nueva extensión a la línea 4 del Metro de la Ciudad de México que correría desde Jardines de Morelos hasta el metro Martín Carrera.
En el año 2013 inicia la construcción de la ciclopista Jardines de Morelos – Las Américas, la obra fue concluida a principios del año 2014. La ciclopista, es la primera construida en la zona oriente de Ecatepec, cuenta con una distancia de 5 kilómetros, cuenta con alumbrado público, un barandal metálico a lo largo de toda la ciclopista y también cuenta con tres aparcaderos para bicicletas distribuidos dos en los extremos y uno frente al Hospital Las Américas.

## Otros datos sobre Jardines de Morelos
A pesar de ser catalogado como uno de los fraccionamientos con altos niveles de delincuencia del municipio de Ecatepec, en el Estado de México, (según lo reportado por cifras del INEGI y por varios medios de comunicación), en Jardines de Morelos también existen personas de las que los medios de comunicación no hablan?, este apartado está diseñado justo para reconocer a esas personas que contribuyen a que este fraccionamiento sea menos peligroso, porque a pesar de que incluso estas personas honradas y trabajadoras han sido víctimas del delito más común –que es el robo con violencia- no merman en seguir subsistiendo de una forma honrada y, porque no decir hasta honorable, pues de las personas que se tratan son justamente de la población que es menos vista: las personas que tienen negocios propios en vías públicas como puestos de hamburguesas, quesadillas, tacos, etc. Y que además cuentan con los permisos correspondientes para funcionar, lugares como este que son fuente de ingresos y generadores de empleo (mínimamente, aunque de gran trascendencia para quien lo necesita) resaltan por fomentar valores que en este fraccionamiento se han perdido.